# Wenche Halvorsen Stensrud
Wenche Halvorsen Stensrud  född 26 april 1954 i Fredrikstad, Norge, är en norsk handbollsspelare. 

## Karriär

### Klubblagsspel
Stensrud  som då hette Halvorsen var skyttedrottning  i norska handbollsligan  1982-1983 med 153 mål och 1985-1986 säsongen med 168 mål då hon spelade då för Skjeberg IF.1985 spelade Wenche Halvorsen och  Skjeberg IF  sin sista europacupmatch i Kongstenhallen i Fredrikstad. Det tog 33 år innan det hände igen 2018 då  Fredrikstads BK spelade i hallen i en europacup.

### Landslagsspel
Hon spelade 91 matcher och gjorde över 200 mål för det norska landslaget mellan åren 1975 och 1984. Hon deltog i världsmästerskapet i handboll för damer år 1982, där det norska laget kom på sjunde plats.

### Tränare
Efter handbollkarriären blev Wenche Stenrud handbollstränare. I tio år var hon landslagstränare för norska ungdomslandslag. Under många år (1995-2016 med uppehåll 2000-2004) arbetade hon med videoanalyser åt norska damlandslaget men blev 2017 utsedd till tränare i norska rekryteringslandslaget.